# Herbert Bockel
Herbert Bockel (* 23. Oktober 1940 in Aradul Nou, Königreich Rumänien) ist ein deutscher Germanist, Rumänist, Literaturhistoriker und Hochschullehrer.

## Leben
Herbert Bockel war Sohn des Pädagogen und Schulrats Michael Bockel und dessen Ehefrau Therese, geborene Kornett. Von 1947 bis 1954 besuchte er verschiedene Bildungseinrichtungen in Timișoara, so von 1947 bis 1954 die Volksschule, von 1954 bis 1957 das Nikolaus-Lenau-Lyzeum und von 1957 bis 1962 die spätere West-Universität, wo er Germanistik und Rumänistik studierte. Nach seinem Staatsexamen von 1962 wirkte er bis 1972 als Wissenschaftlicher Assistent am dortigen Germanistiklehrstuhl. Von 1972 bis 1981 hielt er als Hochschullektor Vorlesungen über Neuere Deutsche Literatur. Bockel promovierte 1979 zum Thema Die Entwicklung des rumäniendeutschen Romans in der ersten Hälfte des 20. Jahrhunderts bei Stefan Binder.
Im Herbst 1981 wurde Bockel von der Universität entlassen, da er einen Ausreiseantrag gestellt hatte. Er erhielt am Gymnasium für Philologie und Geschichte in Timișoara eine Anstellung, die wegen des anhängigen Antrags zur Ausreise ebenfalls nach sechs Wochen ihr Ende fand. Im November 1983 reiste Bockel mit seiner Familie nach Passau in Ostbayern aus.
An der Universität Passau war Bockel zunächst in der Verwaltung tätig. Später wurde er zum Leiter des Akademischen Auslandsamts und zum Fachvertreter für Deutsch als Fremdsprache im Sprachenzentrum ernannt. Am 1. September 2004 trat er in den Ruhestand.

## Werk
Bockel veröffentlichte etwa 60 Aufsätze zur deutschen Sprache und Literatur, Buchrezensionen, Besprechungen von Aufführungen am Deutschen Staatstheater Temeswar und Beiträgen zum korrekten Sprachgebrauch in der deutschsprachigen und rumänischsprachigen Presse. Er beteiligte sich mit Deutschlektionen und Vorträgen über Banater und Rumäniendeutsche Literatur an Sendungen von Radio Timișoara und dem rumänischen Fernsehen. Auf wissenschaftlichen Tagungen in Rumänien und Deutschland stellte Bockel zahlreiche Mitteilungen vor.
Auswahl von Veröffentlichungen:
- Adolf Meschendörfers Bedeutung für die Entwicklung des rumäniendeutschen Romans in der ersten Hälfte des 20. Jahrhunderts, Philologiehistorische Fakultät der Universität des Westens, Universitätsdruckerei Timișoara, Timișoara, 1977
- Aspekte der Beziehungen zwischen der rumänischen und der rumäniendeutschen Literatur in der ersten Hälfte des 20. Jahrhunderts, Philologiehistorische Fakultät der Universität des Westens, Universitätsdruckerei Timișoara, Timișoara, 1976
- Die deutsche Literatur von 1848-1918, mit Karl Streit und Josef Zirenner, Philologiehistorische Fakultät der Universität des Westens, Universitätsdruckerei Timișoara, Timișoara, 1973
- Ein expressionistischer Roman in der rumäniendeutschen Literatur? In: Analele Universității de Vest din Timișoara, Seria Științe Filologice, 1980